# Megadendromus nikolausi
Genre
Espèce
Statut de conservation UICN

 VU  : Vulnérable
Megadendromus nikolausi est une espèce de rongeurs de la famille des Nesomyidae. C'est l'unique espèce du genre Megadendromus. Elle est endémique d'Éthiopie.